# Denis Dimitrov
Denis Dimitrov (in bulgaro Денис Димитров?; Montana, 10 febbraio 1994) è un velocista bulgaro.

## Palmarès
| Anno | Manifestazione | Sede      | Evento      | Risultato  | Prestazione | Note |
| ---- | -------------- | --------- | ----------- | ---------- | ----------- | ---- |
| 2013 | Europei U20    | Rieti     | 100 m piani | Argento    | 10"46       |      |
| 2013 | Europei U20    | Rieti     | 200 m piani | 7º         | 21"33       |      |
| 2013 | Mondiali       | Mosca     | 100 m piani | Batteria   | 10"29       |      |
| 2014 | Europei        | Zurigo    | 100 m piani | Semifinale | 10"98       |      |
| 2015 | Europei indoor | Praga     | 60 m piani  | Semifinale | 6"66        |      |
| 2015 | Europei U23    | Tallinn   | 100 m piani | Argento    | 10"34       |      |
| 2016 | Europei        | Amsterdam | 100 m piani | Batteria   | 10"57       |      |
| 2017 | Europei indoor | Belgrado  | 60 m piani  | Batteria   | 6"82        |      |
| 2018 | Europei        | Berlino   | 100 m piani | Batteria   | 10"45       |      |
| 2019 | Europei indoor | Glasgow   | 60 m piani  | Batteria   | 6"95        |      |
| 2021 | Europei indoor | Toruń     | 60 m piani  | Batteria   | 6"85        |      |